# Bézaudun-sur-Bîne
Bézaudun-sur-Bîne is een gemeente in het Franse departement Drôme (regio Auvergne-Rhône-Alpes) en telt 90 inwoners (2009). De plaats maakt deel uit van het arrondissement Die.

## Geografie
De oppervlakte van Bézaudun-sur-Bîne bedraagt 15,7 km², de bevolkingsdichtheid is dus 5,7 inwoners per km².
De onderstaande kaart toont de ligging van Bézaudun-sur-Bîne met de belangrijkste infrastructuur en aangrenzende gemeenten.

## Demografie
Onderstaande figuur toont het verloop van het inwonertal (bron: INSEE-tellingen).